# Kamienica przy ul. Fosa Staromiejska 28 w Toruniu
Kamienica przy ul. Fosa Staromiejska 28 w Toruniu – zabytkowa kamienica, w której w okresie międzywojennym mieszkał m.in. Julian Fałat. 
Budynek wpisany jest do gminnej ewidencji zabytków (nr 367).

## Historia

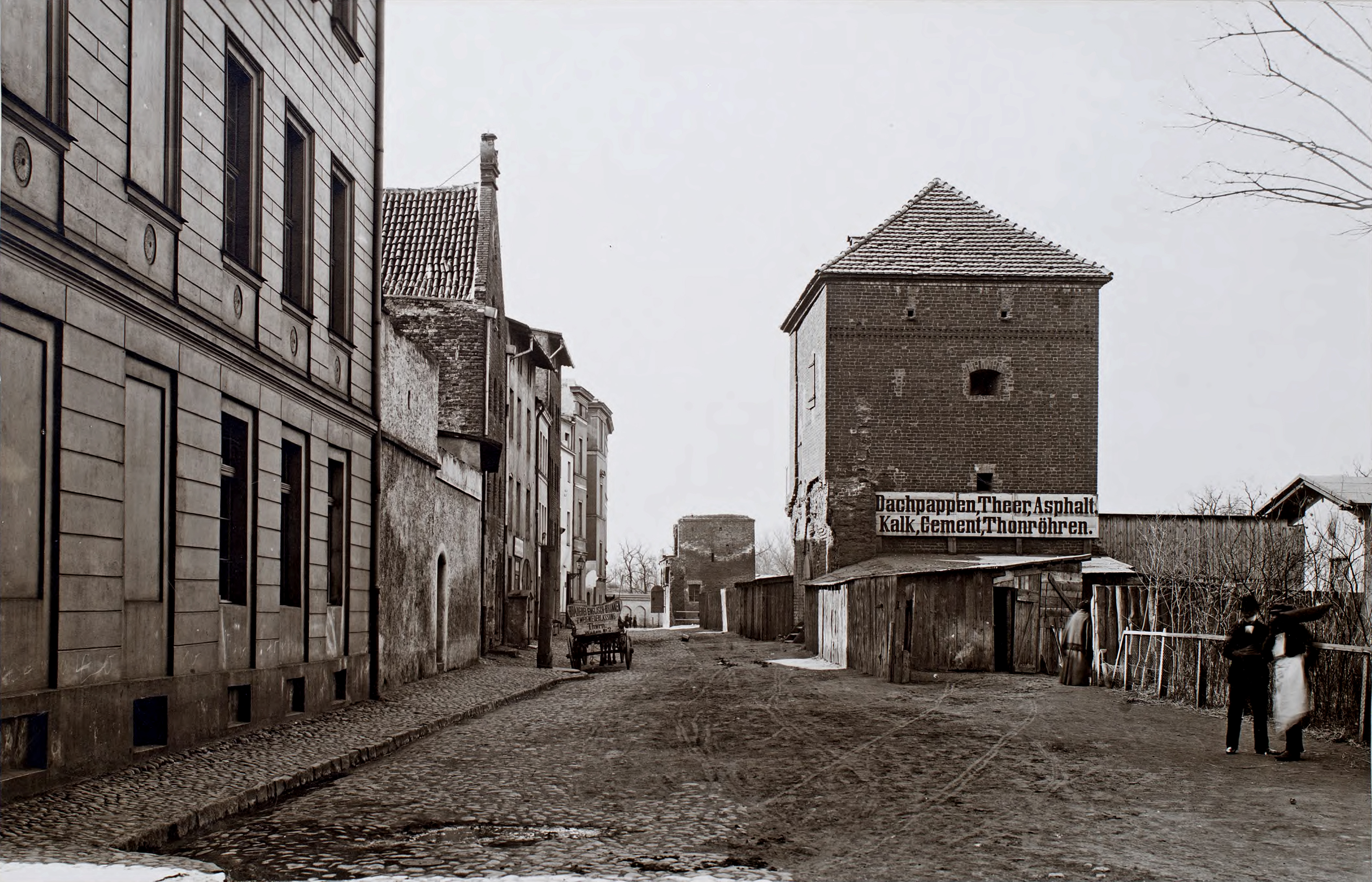
Ulica Fosa Staromiejska pod koniec XIX w. Opisywany obiekt trzeci z lewej

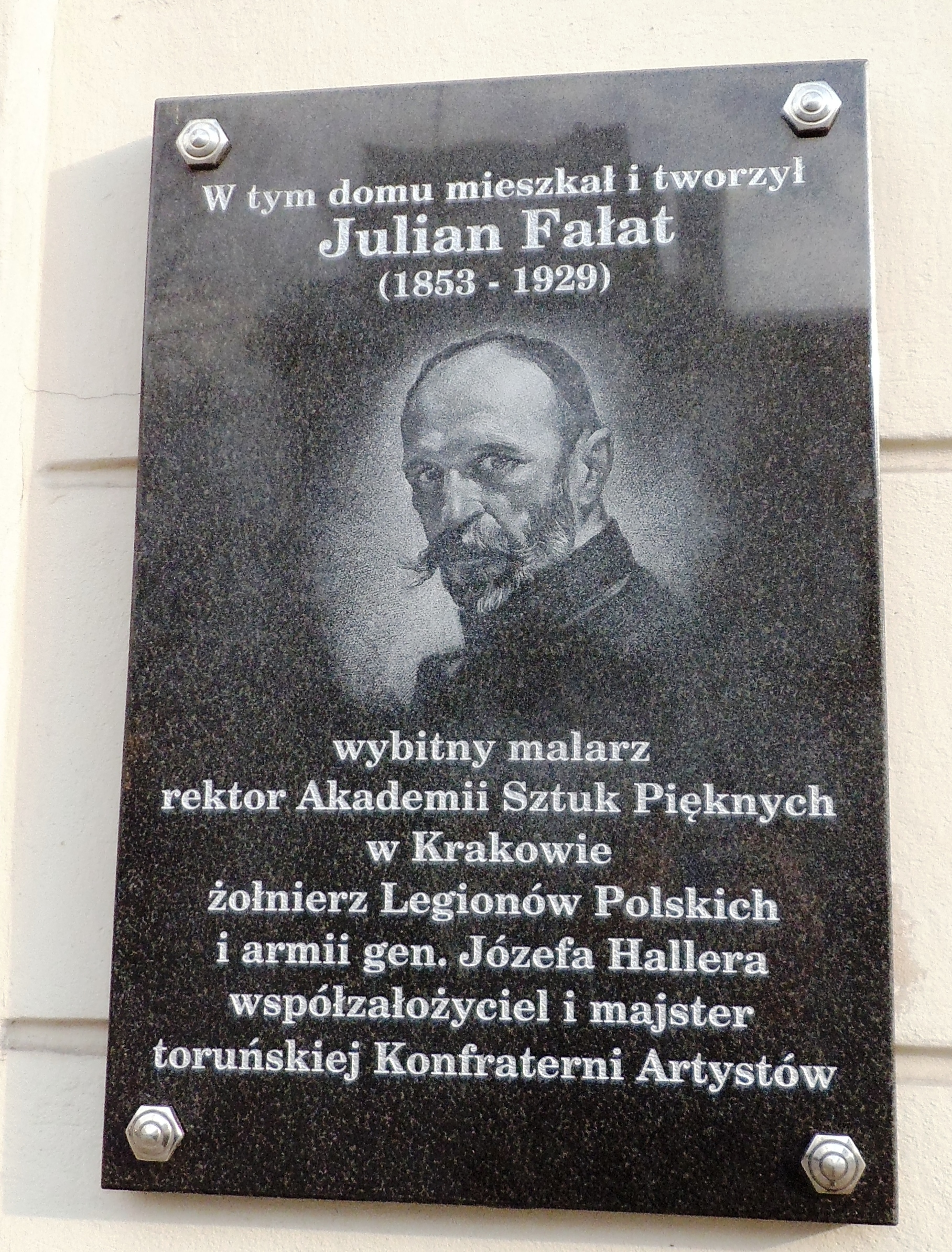
Tablica upamiętniająca Juliana Fałata

Kamienica dwupiętrowa z użytkowym poddaszem, częściowo podpiwniczona. Jej fasadę przebudowano w okresie baroku i w tej formie pozostała do dziś. W latach 1919–1922 w domu mieszkał Julian Fałat. Po śmierci syna Lucjana, Fałat kamienicę przekazał na rzecz Pomorskiego Towarzystwa Opieki nad Dziećmi. Po II wojnie światowej obiekt przejął Zakład Gospodarki Mieszkaniowej, a parę ostatnich lat kamienica była niezamieszkana. 
30 lipca 2020 roku na fasadzie kamienicy odsłonięto tablicę pamiątkową upamiętniającą Juliana Fałata.